# Geological Magazine
Geological Magazine tillhör de längst utgivna tidskrifterna inom ämnet geovetenskap. Den kom ut första gången 1864.